# Dirk Rauin
Dirk Rauin (* 16. März 1957 in Hückeswagen) ist ein ehemaliger deutscher Handballspieler und -trainer. 

## Karriere
Rauin spielte bis 1984 beim VfL Gummersbach in der 1. Bundesliga, ab 1984 bei TUSEM Essen (1. Bundesliga) und danach beim DSC Wanne-Eickel in der 1. bzw. 2. Bundesliga. Von 1996 bis 1998 absolvierte er die Handball-Trainer-Ausbildung beim Deutschen Handballbund mit Abschluss A-Trainer-Lizenz.
Trainertätigkeiten
- 1993–1995: Mettmanner TV (jetzt mettmann-sport e. V.) (Oberliga Niederrhein)
- 1995–1997: HC TuRa Bergkamen (Regionalliga West)
- 1997–1999: Deutsche U-19-Nationalmannschaft
- 1998–1999: VfL Eintracht Hagen (2. Bundesliga)
- 1999–2000: SG Niebüll/Süderlügum (Regionalliga NO)
- 2000–2001: TV Aldekerk (Oberliga Niederrhein)
- 1999–2001: Deutsche U-21-Nationalmannschaft
- 2003–2010: HSG Mülheim (Verbandsliga Niederrhein)
- 2011–2012: TV Oppum (Verbandsliga Niederrhein)
- 2014–2014: HSG Mülheim (Verbandsliga Niederrhein)[2][3]

Heute arbeitet Dirk Rauin als Sonderschullehrer an einer Schule für Sozialen und Emotionalen Förderbedarf in Ennepetal.
Sportliche Erfolge
- Deutscher Meister: zweimal mit dem VfL Gummersbach, zweimal mit TUSEM Essen
- Deutscher Pokalsieger: viermal mit dem VfL Gummersbach
- Europa-Cup der Landesmeister: zweimal mit dem VfL Gummersbach
- Europa-Cup der Pokalsieger: zweimal mit dem VfL Gummersbach
- Super-Cup: mit dem VfL Gummersbach
- Silbermedaille bei den Olympischen Spielen in Los Angeles 1984
- Mitglied der Mannschaft des Jahres 1983

## Auszeichnungen
- Silbernes Lorbeerblatt durch den Deutschen Bundespräsidenten

## Medien
- Video: Rauin/Schreiner (1997) Koordinationstraining für Schule und Verein, Institut für Jugendfußball
- DVD:Rauin/Schreiner (2005): Koordinationstraining für Schule und Verein. Deutsch und Englisch. Institut für Jugendfußball
- Software: Easy Sports-Graphics Handball. Fachliche Beratung, Spanien